# Stalinismo

Karl Marx, Friedrich Engels, Vladimir Lenin e Iosif Stalin.

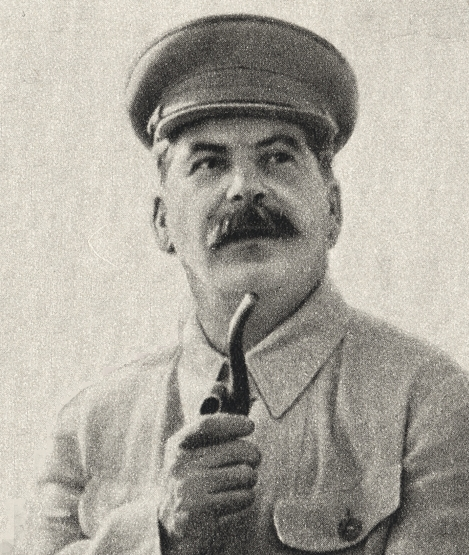
Iosif Stalin

Il termine stalinismo, in senso stretto, indica la politica di Stalin nel periodo in cui fu a capo dell'URSS, dal 1924 al 1953, ma di fatto ebbe profonde peculiarità che lo distinguono sia dalla linea politica di altri teorici comunisti (ad esempio Lev Trockij e Rosa Luxemburg), sia dal leninismo concepito da Lenin.
Il termine venne inizialmente usato durante gli anni '30 da parte dei critici di Stalin, ma trovò in seguitò legittimità nel dibattito storiografico. Secondo alcune scuole di pensiero, lo stalinismo fu un momento di reazione che neutralizzò la rottura avvenuta con la rivoluzione d'ottobre, riportando la Russia ad un periodo più simile a quello zarista, caratterizzato da accentuati motivi nazionali e da un governo autocratico e dispotico. Alcuni storici ritengono che con lo stalinismo si affermò una nuova classe sociale di funzionari e burocrati, contrariamente agli ideali rivoluzionari e marxisti dichiarati.
Vi sono anche scuole di pensiero che negano l'accezione negativa del termine, ritenendo le politiche di Stalin una naturale conseguenza del leninismo. Tra queste interpretazioni vi si trova sia un'interpretazione apologetica (che fu anche quella sostenuta dalla storiografia ufficiale sovietica, sia prima della destalinizzazione sia, seppur con alcune differenze, in seguito), che vede nel governo di Stalin l'applicazione pratica del pensiero di Lenin (inclusi meriti ed errori), sia un'altra interpretazione, di matrice anticomunista, che sostiene che il cammino dell'URSS fosse segnato già a partire dalla rivoluzione d'ottobre, e che, anche se Stalin non fosse salito al potere, il corso degli eventi non sarebbe cambiato significativamente.
Stalinisti furono anche definiti alcuni regimi di paesi socialisti che si opposero alla destalinizzazione, quali la Cina di Mao Tse-tung, la Corea del Nord, la Repubblica Popolare Socialista d'Albania, che raffreddarono i loro rapporti con l'URSS a seguito della destalinizzazione.

## Descrizione

### Peculiarità

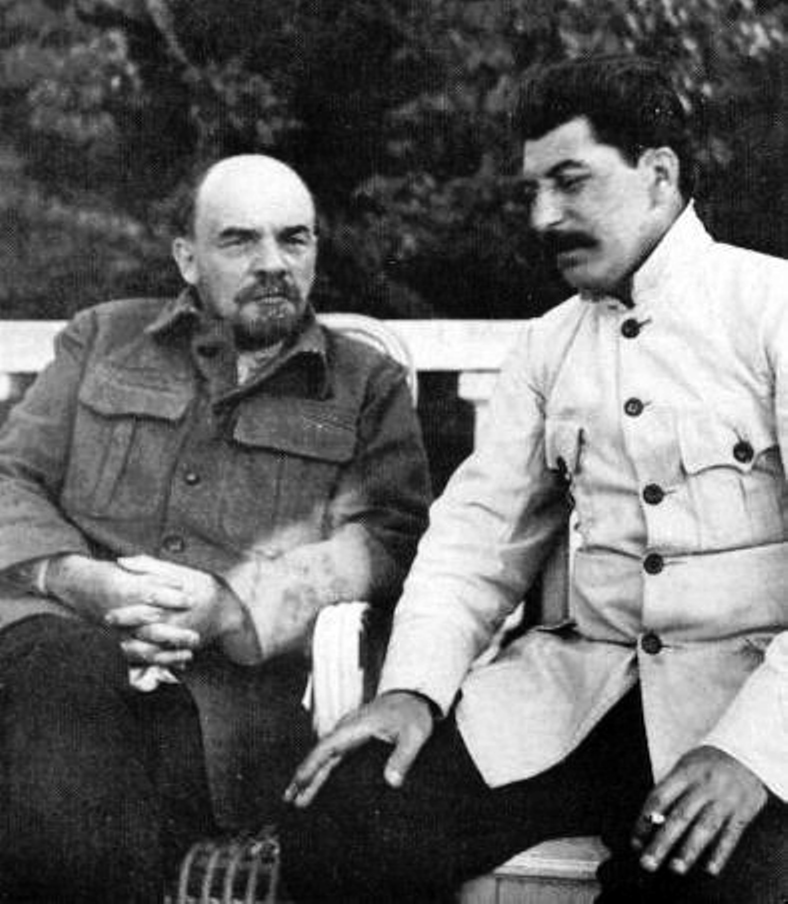
Lenin e Stalin a Gorky nel 1922

Sotto il profilo economico, la dottrina staliniana vide nell'industrializzazione forzata della Russia il passaggio decisivo per imboccare la via matura che avrebbe portato al socialismo. Sotto Stalin l'impulso massiccio allo sviluppo industriale e il ricorso ai piani straordinari (quinquennali) di conversione capitalista, sotto la supervisione dello stato, dell'economia russa, prevalentemente agricola o fondata su un embrione industriale arretrato, divennero uno dei caratteri fondamentali e peculiari dei successivi regimi sovietici.
In un senso più largo il termine stalinismo indica spesso una visione, o se si vuole, una trasformazione delle idee del marxismo e del movimento operaio in modo da creare una rigida, e piuttosto elementare, dottrina del mondo e della storia, una visione filosoficamente platonica ("oggettiva") del realismo, e la sussunzione sistematica di ogni accidente o compromesso, anche di natura più temporanea, sotto categorie teoretiche, allo scopo di fornirne una giustificazione in termini dottrinari.
In questa accezione il termine stalinismo acquista una connotazione più culturale che politica. Questo è ad esempio il significato con il quale il termine viene applicato talvolta anche a partiti, idee, personalità, che in senso stretto, politico, tali non possono definirsi. E sempre in questo senso, l'atteggiamento e l'azione del destalinizzatore Khruščёv di fronte alla rivoluzione ungherese del 1956 sono stati anche definiti come stalinisti. In questa accezione stalinista è spesso usato come un epiteto negativo, con un senso politico e culturale più che storico.
Trockij giudicò il regime staliniano come una forma di statalismo burocratico (impropriamente detto "capitalismo di Stato") in cui, attraverso l'organo statale invece che attraverso la proprietà privata, persisteva la stessa alienazione del lavoro tipica dei rapporti tra borghese e proletario.

### Oppositori di Stalin

Discorso di Stalin

All'ascesa di Stalin nel controllo totale del PCUS l'unico che si oppose con continuità, sia pure inefficacemente, fu il suo principale rivale alla successione di Lenin, cioè Lev Trockij. A differenza di Trockij, che riteneva che la rivoluzione socialista avesse senso solo in una prospettiva planetaria e globale (la teoria della "rivoluzione permanente"), Stalin riteneva che si dovesse accettare l'idea di un "socialismo in un solo paese", anche se capitalisticamente arretrato come la Russia.
Trockij costituisce quella che verrà poi definita "opposizione di sinistra" a Stalin. Trockij in seguito prenderà la via dell'esilio per finire assassinato per mano di un sicario di Stalin in Messico nel 1940, dopo aver fondato la Quarta Internazionale, alternativa alla Terza, di matrice stalinista.

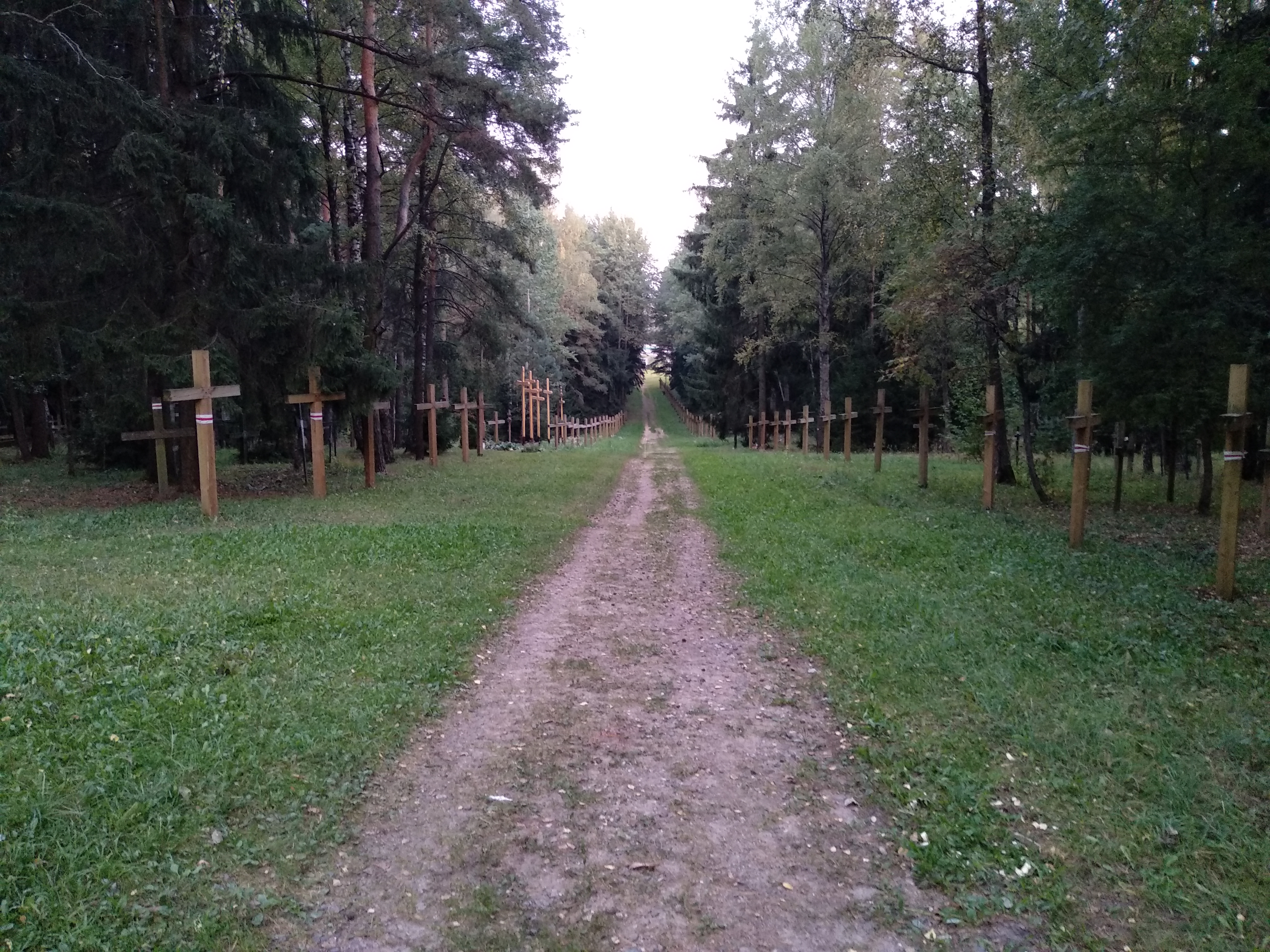
Kurapaty, Bielorussia, il più grande luogo di sepoltura per le vittime della repressione politica di tutta l'ex URSS, dove, dopo il suo crollo e la scoperta delle tombe, furono erette croci e creato un monumento commemorativo.

### Lo stalinismo nell'Unione Sovietica

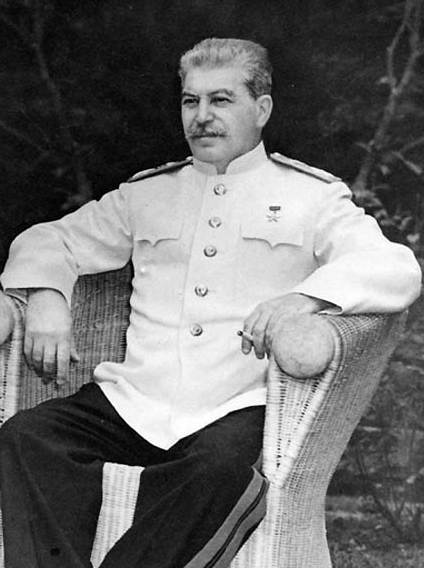
Stalin nel 1945 alla Conferenza di Potsdam

Il corso politico di Stalin può essere caratterizzato da vari elementi. Anzitutto una feroce repressione del dissenso politico, reale o anche solo potenziale, iniziata con le Grandi purghe del 1935-1936, l'eliminazione dei kulaki (contadini benestanti) come classe, operazione svolta con mezzi fondamentalmente militari, potenziamento dell'esercito e deportazioni dei gruppi sociali o nazionali "ostili" o potenzialmente tali nei campi di lavoro sovietici (Gulag), nei quali confluiranno poi anche molti prigionieri di guerra.
In seguito Stalin si produsse in una sistematica eliminazione di tutto ciò che potesse in qualche modo mettere in discussione il suo ruolo, o semplicemente - anche solo potenzialmente - fargli ombra. Inoltre, per assicurarsi sicuri appoggi, eliminò progressivamente ogni rappresentante di quella che di volta in volta poteva essere considerata una "vecchia guardia", sia politica sia professionale, allo scopo di sostituirla con elementi nuovi, da lui promossi, e pertanto a lui grati e fedeli. Per questo procedette ad una epurazione massiccia della stessa Armata Rossa, promuovendo giovani quadri e ufficiali, sulla base di requisiti di fedeltà più che di capacità, a scapito degli elementi più esperti, ma per questo motivo più potenzialmente autonomi. A tal proposito è diffusa l'opinione (espressa nei suoi scritti su Stalin, ad esempio, da Roy Medvedeev) che agli esiti di questa operazione, oltre a specifici errori di Stalin, si debba la relativa facilità con la quale le armate tedesche penetrarono profondamente nel territorio sovietico nel corso dell'operazione Barbarossa nonostante il preavviso a Stalin fornito da numerosi indizi e le segnalazioni fornite dalla spia sovietica presso i tedeschi Richard Sorge.
Allo scopo di allestire i processi (purghe) venivano utilizzate false accuse (spionaggio verso paesi stranieri, trockijsmo, frazionismo, in arte "formalismo", deviazionismo, cosmopolitismo, ecc.) che spesso venivano confermate dagli stessi interessati, per un malinteso senso di fedeltà alla causa e al partito (la cui valenza andava oltre la contingenza dell'accusa), o nella speranza di essere giustiziati ponendo così rapidamente fine alle sofferenze date dalle torture.
Altro elemento che caratterizza il corso politico di Stalin è il recupero del nazionalismo panrusso, l'ostilità verso il "cosmopolitismo" e, in genere, contro ogni tendenza che subordinasse l'interesse nazionale, inteso nel senso più tradizionale, ad interessi più generali, anche se rivoluzionari o internazionalisti.
Sotto il governo di Stalin la Čeka, poi trasformata in NKVD (Commissariato del popolo per gli affari interni), la temuta polizia segreta sovietica, raggiunse l'apice del suo potere. Tuttavia neanche essa era dotata di un potere indipendente, e lo stesso suo capo Nikolaj Ivanovič Ežov, così importante da dare per il periodo del suo apogeo il nome alle purghe (chiamate allora in URSS ezovcine), finì vittima a sua volta di una purga. Vi sono testimonianze che Stalin si fosse dotato di una rete di informatori del tutto autonoma, personale, che egli utilizzava, alla bisogna, contro i dirigenti da lui stesso favoriti e nominati.
La carestia sovietica del 1932-1933 fu una grande carestia che uccise milioni di persone nelle principali aree produttrici di grano dell'Unione Sovietica, incluse l'Ucraina, il Caucaso settentrionale, la regione del Volga e il Kazakistan, gli Urali meridionali, e la Siberia occidentale. L'Holodomor in Ucraina e la carestia kazaka del 1930-1933 sono considerati come genocidi commessi da Iosif Stalin; tuttavia, alcuni accademici non sono d'accordo sul fatto che la carestia fosse stata provocata volontariamente. È stato stimato che tra 3.3 e 3.9 milioni di persone morirono in Ucraina e 2 milioni morirono in Kazakistan.
Per questi motivi, una volta conosciuta la realtà del suo regime, lo stalinismo è diventato sinonimo di terrore e oppressione. Fu appunto Nikita Khruščёv, salito al potere dopo la morte del dittatore dopo essere riuscito a sbarazzarsi dell'erede putativo di Stalin, Lavrentij Berija, arrestandolo con un trabocchetto, a denunciare per primo i crimini di Stalin (durante il famoso XX Congresso del PCUS), definendoli "violazioni della legalità socialista", e il suo culto della personalità.

## Critiche

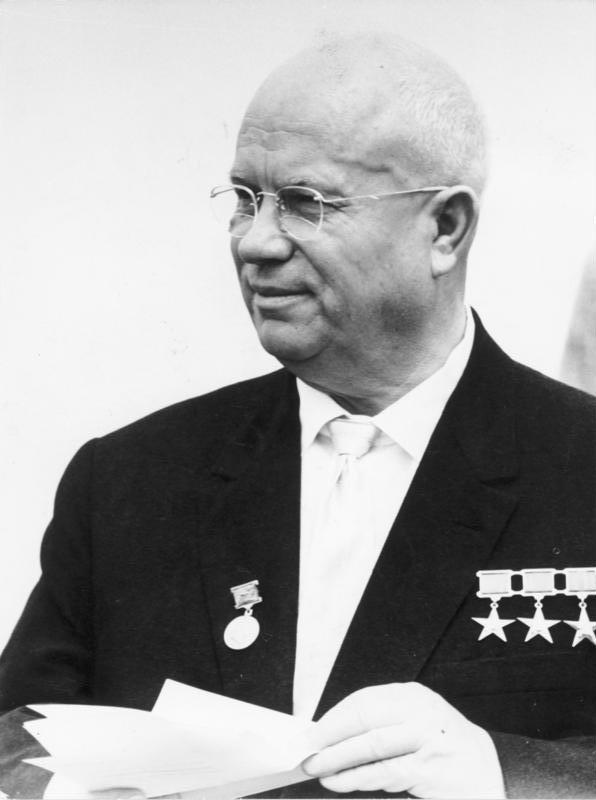
Nikita Chruščёv

Alcuni giudicano il regime di Stalin, lo stalinismo politico, come una degenerazione patologica del comunismo. Lo stesso Partito Comunista Italiano assunse questa posizione. Questo non ha impedito ad alcuni dirigenti (come nel caso, tardivo, di Palmiro Togliatti) di operare dei distinguo, separando l'azione politica di Stalin dalla sua dottrina, criticando la prima ma salvando la seconda.
I sostenitori della visione dello stalinismo politico come degenerazione che si oppone all'epoca di Lenin portano le seguenti ragioni:
1. lo stalinismo ha tratto teoricamente origine dal leninismo ma già Lenin aveva previsto che la gestione del partito sotto Stalin avrebbe potuto degenerare. Nelle parole di Lenin infatti (Testamento di Lenin): "Il compagno Stalin, divenuto segretario generale, ha concentrato nelle sue mani un immenso potere, e io non sono sicuro che egli sappia servirsene sempre con sufficiente prudenza."
2. Khruščёv aveva affermato: "gli stessi membri del Politburo avevano paura di essere convocati da Stalin: non sapevano mai che cosa poteva loro capitare!". Delle 31 persone tra coloro che entrarono nei Politburi di Lenin e Stalin (1919-1938) effettivamente solo sei sopravvissero a Stalin (Andreev, Kaganovich, Chruščёv, Mikojan, Molotov, Vorošilov). Degli altri 25: 19 furono fucilati, 2 si suicidarono e solo 4 morirono di morte naturale. Questo è apparso il tipico approccio di una certa "ortodossia" abbastanza diffusa nei partiti comunisti occidentali, dopo la destalinizzazione.

I sostenitori della visione secondo la quale invece il regime di Stalin trae origine dalle concezioni populiste verso le quali Lenin stesso indulse, e quindi, che si trattò di una degenerazione nel senso di estremizzazione, portano invece le seguenti ragioni:
1. Stalin si impadronì di un partito oramai divenuto a sua volta totalmente padrone del quadro politico, senza reali riferimenti sociali, senza interlocutori né opposizione, sostituitosi ormai allo stato, dopo la distruzione di ogni opposizione politica e dei soviet, suggellata definitivamente dalla repressione della rivolta di Kronštadt.
2. Lo stesso Trockij non riuscì ad opporsi efficacemente alla irresistibile ascesa del tiranno perché non seppe mai liberarsi del mito del partito, all'interno del quale la sua lotta politica restò sempre confinata, e non si rivolse mai alla società civile per un malinteso spirito di disciplina (anch'esso fortemente derivato dalle idee del populismo russo). In ogni caso nella società civile, anche per responsabilità dello stesso Trockij, era stata fatta terra bruciata e non esistevano probabilmente più forze in grado di opporsi.
3. La "teoria del socialismo in un solo paese", un ossimoro secondo le concezioni allora correnti del movimento operaio internazionale, dei movimenti rivoluzionari europei e perfino di quelli russi, era lo sbocco inevitabile di una "rivoluzione proletaria senza proletariato" e cioè, in ultima analisi, nella dottrina comunista, di una "non rivoluzione". A questa visione possono essere ascritti critici della prima ora dello stalinismo, quali Boris Souvarine, critici di matrice socialista e in parte, salvo forse per le critiche a Trockij, di una parte del trockijsmo. È in buona sostanza se non esplicitamente condivisa, almeno sottesa all'opera di molti degli storici che si sono occupati della Russia nel Novecento e dell'Unione Sovietica, quali ad esempio in Italia Piero Melograni, in Francia Hélène Carrère d'Encausse.

## Vittime

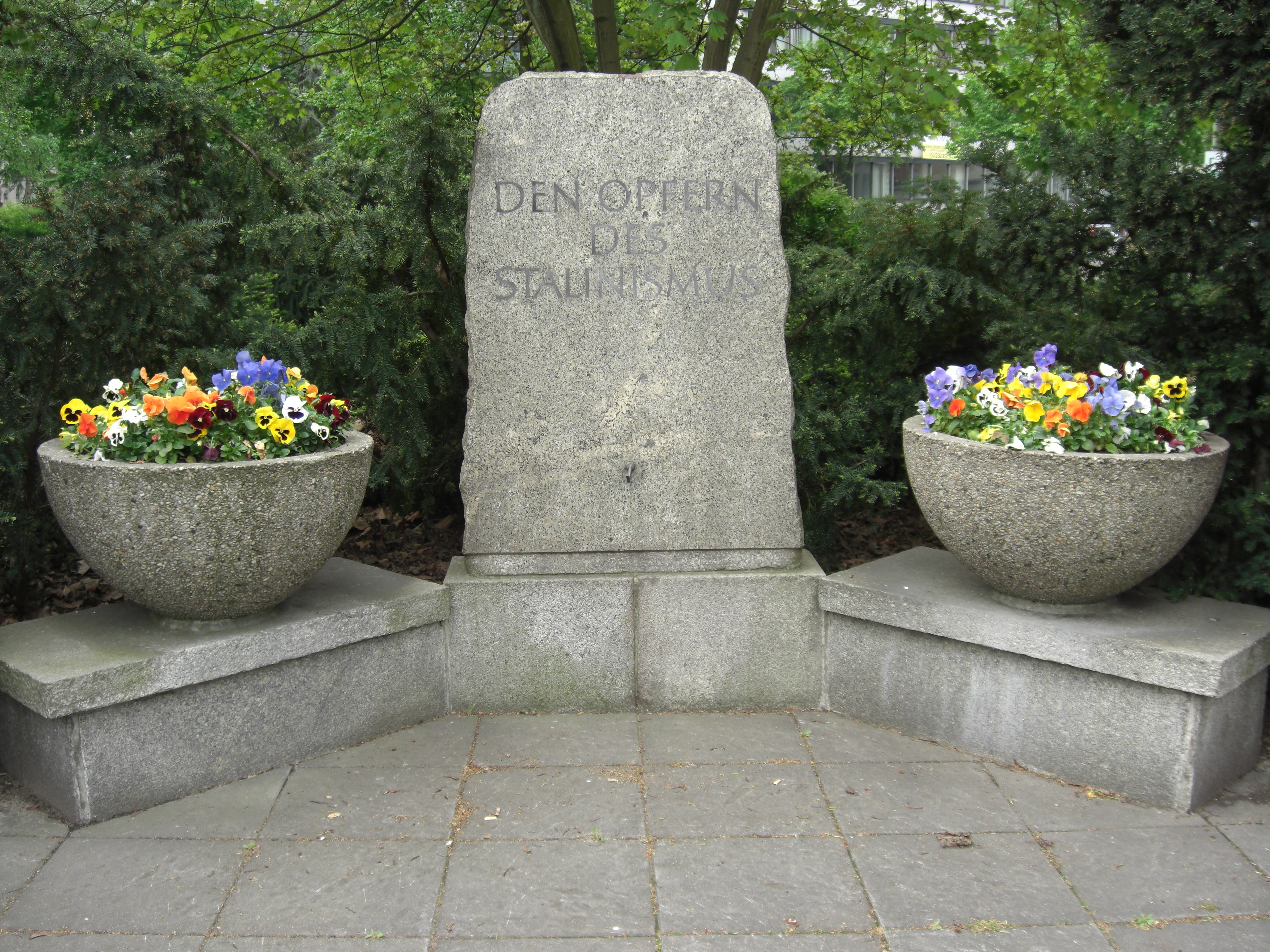
Berlino: monumento alle vittime dello stalinismo

Ai nomi eccellenti di vittime delle Grandi purghe occorre aggiungere milioni di persone anonime le cui storie sono state raccontate da Aleksandr Solženicyn nel suo celebre "Arcipelago Gulag". Lo stesso Solženicyn in un discorso pubblico tenuto a New York il 30 giugno 1975, pochi mesi dopo il suo esilio affermò:
"Secondo il calcolo degli specialisti, basati sulle statistiche più precise ed obiettive, nella Russia prerivoluzionaria, durante gli 80 anni precedenti alla Rivoluzione, gli anni dei movimenti rivoluzionari (quando ci furono attentati contro la stessa vita dello Zar, l'assassinio di uno Zar e la rivoluzione), durante quegli anni furono giustiziati in media 17 persone l'anno. La famosa Inquisizione spagnola, nella decade in cui la persecuzione raggiunse il culmine, fu causa della morte di una decina di persone al mese. In Arcipelago Gulag cito un libro, pubblicato dalla Čeka nel 1920, che rende conto orgogliosamente del lavoro rivoluzionario svolto tra il 1918 ed il 1919 scusandosi del fatto che i suoi dati erano incompleti. Nel 1918 e 1919 la Čeka assassinò, senza processo, più di mille persone al mese. Il libro fu scritto dalla stessa Čeka, prima che comprendesse come sarebbe stato visto dalla storia".